# Euploea martinii
Euploea martinii is een vlinder uit de familie Nymphalidae, onderfamilie Danainae.
De wetenschappelijke naam van de soort is voor het eerst geldig gepubliceerd door Lionel de Nicéville in 1893.
De soort komt alleen voor in Indonesië.